# Sibgyi La
Sibgyi La (kinesiska: Shibuqi La, 什布奇拉) är ett bergspass i Kina. Det ligger i den autonoma regionen Tibet, i den sydvästra delen av landet, omkring 1 200 kilometer väster om regionhuvudstaden Lhasa.
Runt Sibgyi La är det glesbefolkat, med 9 invånare per kvadratkilometer. Trakten runt Sibgyi La är ofruktbar med lite eller ingen växtlighet.
Genomsnittlig årsnederbörd är 693 millimeter. Den regnigaste månaden är februari, med i genomsnitt 120 mm nederbörd, och den torraste är november, med 11 mm nederbörd.